# غرفة الشحن الدولية
غرفة الشحن الدولية (ICS) هي المنظمة الدولية الرئيسية للشحن البحري ولأصحاب السفن التجارية ومشغليها، وتمثل نحو 80% من الحمولة التجارية في العالم، إضافة لكونها الممثل الرسمي لمُلاك السفن في المنظمة البحرية الدولية وفي المحافل الدولية. أُنشئت عام 1921، وتهدف إلى دعم قضايا الشؤون البحرية وسياسة الشحن، إضافةً إلى تطوير المسائل الفنية في تشغيل وسلامة السفن وصناعتها، وتطوير ممارسات هذه الصناعة.

## أهدافها
- تعزيز مصالح مُلاك السفن ومُشغِليها في جميع مسائل سياسة الشحن وعمليات السفن.
- التشغيلُ وفق معايير التشغيل العالمية، وتوفير خدمات شحن فعّالة بجودة عالية.
- تعزيز التنظيم الدولي الملائم للنقل البحري، ومعارضة الإجراءات الانفرادية والإقليمية التي تتخذها الحكومات.
- تأمين متطلبات الشحن والتعاون مع المشغلين بعائد تجاري مناسب.
- تفعيل سياسات المحافظة على البيئة البحرية والالتزام بمعايير السلامة العالمية.
- التعاون مع المنظمات الحكومية الدولية وغير الحكومية، في السعي لتحقيق أهدافها.[5]

## الأعضاء
تضمّ الغرفة في عضويتها عددًا من الدول والأعضاء المنتسبين، وهم:

### الدول الأعضاء
أستراليا، باهاماس، بلجيكا، البرازيل، كندا، تشيلي، قبرص، الدنمارك، جزر فارو، فنلندا، فرنسا، ألمانيا، اليونان، هونغ كونغ، الصين، الهند، أيرلندا، إيطاليا، اليابان، كوريا، الكويت، ليبيريا، المكسيك، هولندا، النرويج، الفلبين، البرتغال، روسيا، سنغافورة، إسبانيا، السويد، سويسرا، المملكة المتحدة، الولايات المتحدة الأمريكية، تركيا.

### الأعضاء المنتسبون
- شركة أبوظبي الوطنية للناقلات
- غرفة الشحن في كولومبيا البريطانية
- الرابطة الدولية لخطوط الرحلات البحرية (CLIA)
- رابطة الجرافات الأوروبية (EuDA)
- مجلس أصحاب العمل البحري الدولي المحدود (IMEC)
- رابطة مالطا الدولية لأصحاب السفن
- غرفة موناكو للشحن
- غرفة الملاحة النيجيرية
- شراع للتدريب الدولي
- أستراليا المحدودة للشحن
- مجلس الشحن العالمي[6]